# Neckera perpusilla
Neckera perpusilla là một loài rêu trong họ Neckeraceae. Loài này được (De Not.) Müll. Hal. mô tả khoa học đầu tiên năm 1851.